# Monte Barifreddo
Il monte Barifreddo (3.028 m s.l.m.) è una montagna delle Alpi Cozie situato in Piemonte.

## Descrizione
Si trova sullo spartiacque tra la val Chisone (nella sua valle laterale val Troncea), val Germanasca e val di Susa (nella sua valle laterale valle Argentera).
Alle falde del monte nella val Troncea si ha la sorgente del torrente Chisone.

## Ascensione alla vetta

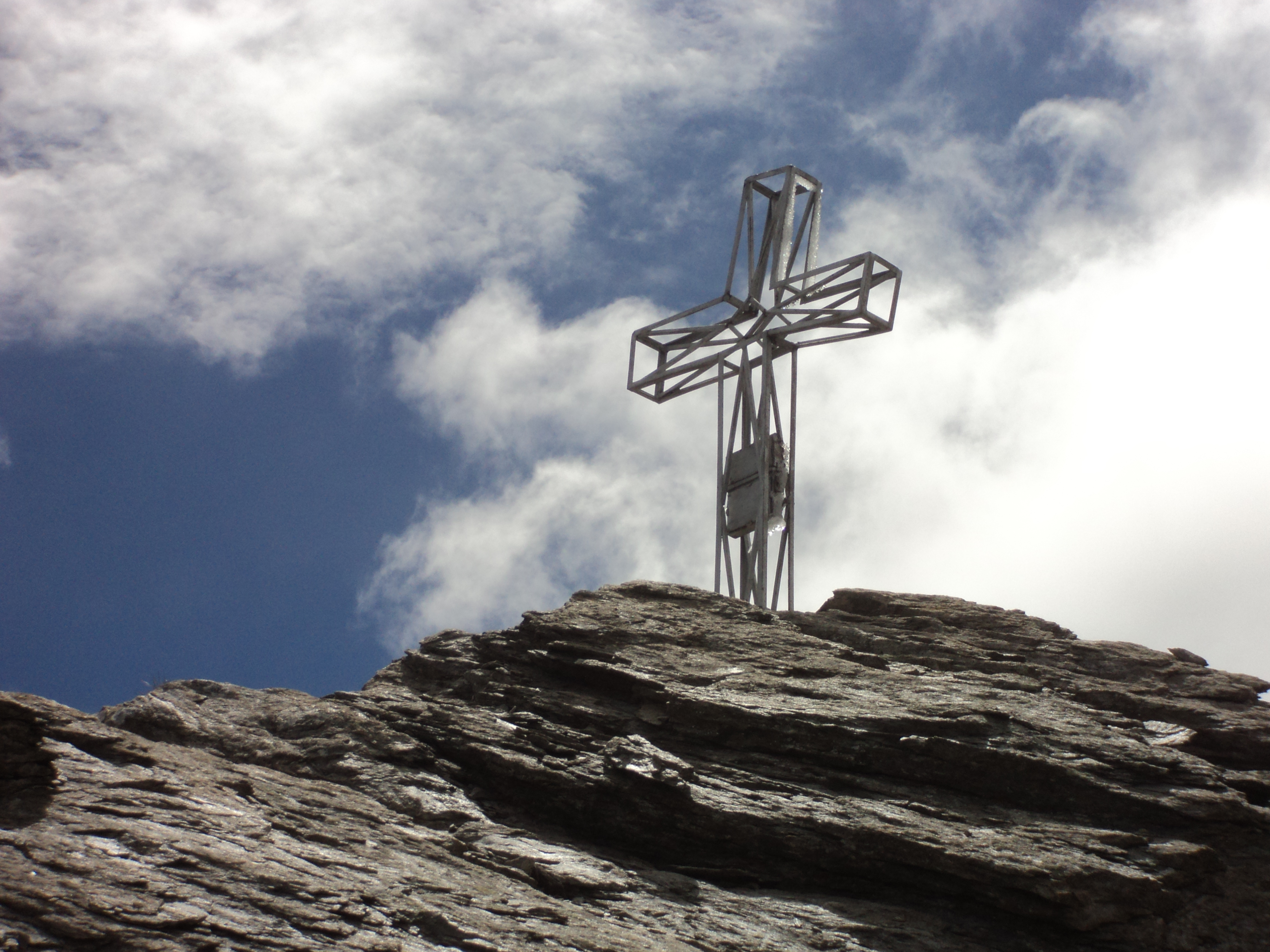
La vetta del monte con la croce posta sulla sommità.

È possibile raggiungere la vetta partendo dalla val Troncea e salendo dapprima al Col Clapis. Nel dettaglio si risale la val Troncea fino all'Alpe Mey. Di qui si prende un sentiero che si inerpica sulla sinistra orografica e passando per il bivacco Clapis (2.756 m) raggiunge il Col Clapis (2.841 m). Dal colle si contorna il monte Appenna (2.979 m) per scoscesi e difficili sfasciumi. Arrivati al colletto che divide i due monti si segue abbastanza fedelmente il filo di cresta che porta in cima al Barifreddo. Partendo dalla valle Argentera si può salire al Col Clapis e poi seguire l'itinerario precedente. Un itinerario più impegnativo parte dalla valle di Rodoretto e presenta una difficoltà alpinistica di tipo D.